# Tren tramvia
Un tren tramvia (altres ortografies: tren-tram, tren-tramvia) és un sistema de transport ferroviari mixt que circula com un servei intensiu de tramvia dins de les conurbacions, compartint els carrers amb els altres usuaris (vianants, cotxes…) i que, fora de les àrees metropolitanes, funciona com un tren.
A diferència del tren clàssic, el tramvia pot reutilitzar infraestructures infrautilitzades o desafectades i el seu pas per la ciutat no crea cap barrera física als altres usuaris i, per tant, l'impacte urbanístic és menor que en les solucions amb túnels.

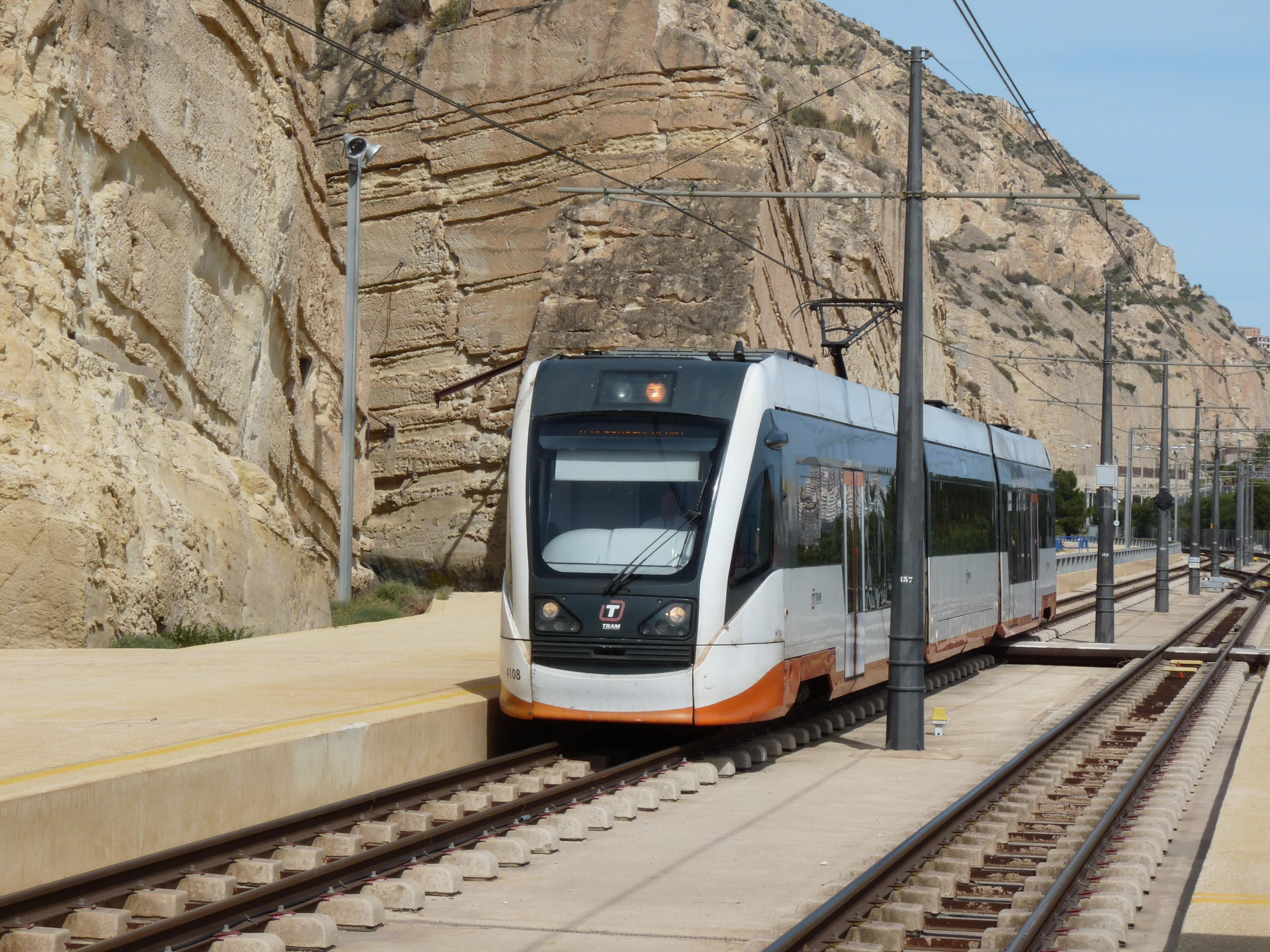
El tren-tram d'Alacant

El tren tramvia permet utilitzar la infraestructura ferroviària existent amb més flexibilitat, completant línies desafectades amb infraestructura nova, fent arribar les parades allà on hi ha demanda, més a prop dels usuaris.  La velocitat del tren tramvia pot variar segons el lloc de circulació, ja que en zones habitades va a una velocitat més reduïda (30 a 50 km/h), i al camp, on les parades són més distants, i en via pròpia la velocitat és comparable a la d'un tren. Tot i que el model ja existeix des de principis del segle xx, la primera línia moderna de tren tramvia es va inaugurar l'any 1992 a Karlsruhe, Alemanya.

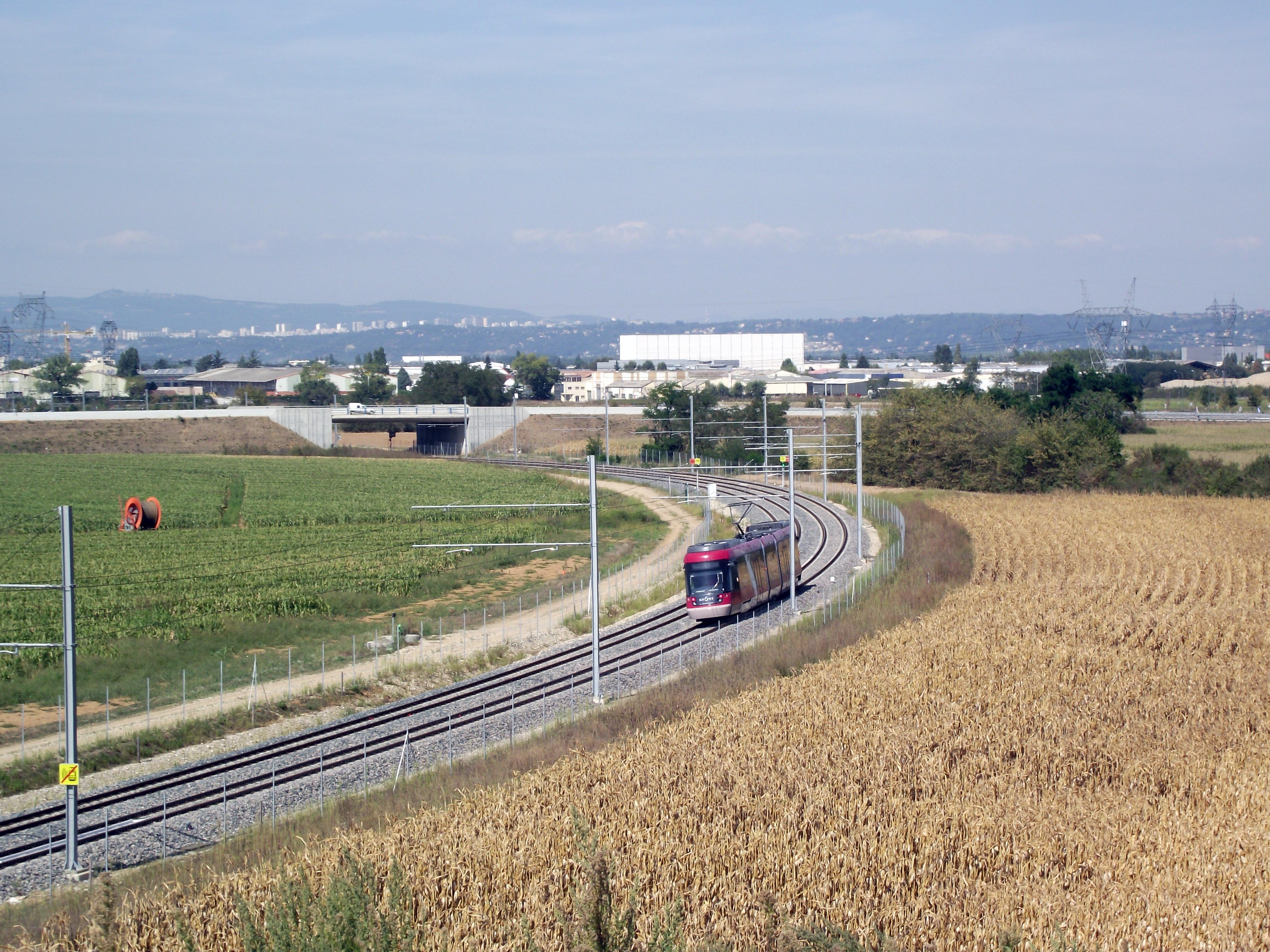
Rhônexpress a Lió

La integració de xarxes, concebudes independentment, comporta dificultats tècniques. Segons el cas, hi ha diferències de normes industrials, de marc jurídic, d'ample, de tensió elèctrica, de sistemes de seguretat, etc. Tot i ser de ferro, tradicionalment les rodes i els carrils de tramvies i de trens són d'una secció diferent. A més de problemes tècnics, queden problemes psicològics: diferents entitats, com per exemple companyies de transport urbà locals i companyies ferroviàries nacionals,  a vegades troben dificultats per integrar els horaris dels serveis, ja que ara han de compartir infraestructures.
L'any 2022, la Generalitat de Catalunya va encarregar l'estudi de viabilitat de quatre noves xarxes ferroviàries, tres dels quals foren trens tram: el tren-tramvia del Bages, el tren-tramvia de les Terres de l'Ebre i el tren-tramvia de la Costa Brava, el qual inclou el ramal del tren tram Olot-Banyoles-Girona.

## Trens tram en funcionament o en estudi als Països Catalans
- El Tram Metropolità d'Alacant. Inaugurat el 1999 com a tramvia i tren lleuger i, el 2003 també funcionant com a tren-tramvia.
- El TramCamp o Tramvia del Camp de Tarragona.[2] Projecte de tren tramvia que enllaçaria Tarragona, Reus, Salou i Cambrils utilitzant la línia ferroviària als afores i vies de tramvia de nova construcció a l'interior dels nuclis urbans. Ja ha superat la fase d'informació pública del projecte constructiu i se n'espera l'inici de les obres pel 2023.[5]
- El tren-tramvia del Bages o TramBages. El projecte de tren tramvia del Bages combinaria l'ús d'uns 25 quilòmetres de ramals de mercaderies de la línia Llobregat-Anoia i 9,5 quilòmetres de trams nous per connectar els nuclis urbans de Manresa, Súria i Sallent.[6]
- El Tren-tramvia de la Costa Brava o TramGavarres[7] Projecte de tren tramvia aeroport de Girona-Girona-Flaçà-Costa Brava formant una anella envoltant la serralada de les Gavarres.[2]
- El Tren tram Olot-Banyoles-Girona. Projecte d'un tren tramvia entre Olot i Girona passant per Besalú i Banyoles en un recorregut de 63 km[8]
- El Tren-tramvia de les Terres de l'Ebre. Connexió entre Roquetes-Tortosa, l'Aldea, Amposta, la Ràpita i Alcanar amb una freqüència inferior als 15 minuts. La longitud estimada és de 41 km. Així mateix, es preveurà tant la intermodalitat com la connexió amb altres serveis ferroviaris a l'estació de l'Aldea per tal que esdevingui una ròtula ferroviària de connexió de les Terres de l'Ebre amb València, Tarragona i Barcelona. El traçat ha de contemplar dos trams: d'un costat la connexió Roquetes - Tortosa - l'Aldea, i de l'altre, l'Aldea - Amposta - la Ràpita - Alcanar.